# Basia on Broadway
Basia on Broadway – pierwszy koncertowy album Basi wydany w 1995 roku przez Epic Records.

## Tło
Wszystkie utwory zostały zarejestrowane w nowojorskim Neil Simon Theatre 24 i 25 listopada 1995, podczas dwutygodniowej serii występów Basi na Broadwayu. Koncerty te odbyły się w ramach światowej trasy promującej płytę The Sweetest Illusion. Cztery piosenki pochodzą z debiutanckiej płyty Time and Tide, siedem z London Warsaw New York i trzy z The Sweetest Illusion. „Half a Minute” oryginalnie pochodzi z pierwszej płyty Matt Bianco, Whose Side Are You On?, a „Dzień się budzi” to cover polskiej piosenki spopularyzowanej w latach 60.

## Lista piosenek
1. „Copernicus” – 4:09
2. „Cruising for Bruising” – 4:46
3. „Third Time Lucky” – 5:15
4. „Drunk on Love” – 5:02
5. „From Now On” – 3:57
6. „Baby You're Mine” – 3:38
7. „Yearning” – 6:05
8. „Take Him Back Rachel” – 4:43
9. „New Day for You” – 5:09
10. „Promises” – 5:24
11. „Time and Tide” – 3:53
12. „Half a Minute” – 3:56
13. „Reward” – 6:28
14. „Until You Come Back to Me (That’s What I’m Gonna Do)” – 4:39
15. „Dzień się budzi” – 3:43
16. „Brave New Hope” – 5:25

## Pozycje na listach
| Kraj    | Lista  | Najwyższa pozycja |
| ------- | ------ | ----------------- |
| Japonia | Oricon | 84                |